# Soulfly
Soulfly — грув-метал группа, созданная Максом Кавалерой (англ. Max Cavalera) в 1997 году, после его ухода из группы Sepultura на пике её популярности.

## История

### Основание группы (1997)
Бразильский вокалист и гитарист Макс Кавалера основал Soulfly после своего ухода из группы Sepultura в 1996 году.
1996—1997 годы были чрезвычайно трудными для Макса. Он оставил группу Sepultura, одним из основателей которой он являлся, в знак протеста на увольнение его жены, а также менеджера группы, Глории Кавалеры, остальными участниками команды. К тому же он тяжело переживал трагическую гибель своего приемного сына и одного из лучших друзей — Даны Уэллса (англ. Dana Wells).
В 1997 году Макс занялся созданием нового музыкального проекта, который позже получил название Soulfly. Первый состав группы включал, кроме него, нью-йоркского барабанщика Роя Майоргу (англ. Roy Mayorga), гитариста Джексона Бандейру (англ. Jackson Bandeira) и басиста и бывшего дорожного техника Sepultura Селло Диаса. На веб-сайте группы Макс Кавалера сказал, что основал группу «с идеей комбинировать звуки и различные религии».
Первым выступлением ещё никак не названного коллектива стал концерт в Финиксе, штат Аризона, посвященный памяти Даны Уэллса, приемного сына Макса, погибшего в августе 1996 года. Концерт состоялся ровно через год после гибели, 16 августа, и назывался Soulfly Show.

### Soulfly(1997—1998)
1 октября 1997 года в калифорнийской студии Indigo Ranch началась работа над материалом для первого альбома. Процесс проходил под руководством продюсера Росса Робинсона. Помимо основного состава Soulfly, в записи альбома приняли участие многие друзья Макса: Дино Касарес, Бёртон Белл, Кристиан Уолберс (Fear Factory), Фред Дёрст и DJ Lethal (Limp Bizkit), Чино Морено (Deftones), Бенджи Веббе (Dub War, Skindred), Эрик Бобо (Cypress Hill) и другие. Приглашать музыкантов из других групп на запись альбома стало потом для Soulfly традицией.
31 числа того же месяца музыканты вышли из студии уже с готовыми для сведения треками. После чего Макс отправился в Нью-Йорк, где за обработку материала взялся Энди Уоллес. Таким образом, в январе 1998 года пластинка была готова к тиражированию, упаковке и развозке по магазинам. Оставалось лишь дать название группе. В итоге Макс посредством французского телеканала Canal + обнародовал название своей команды, «Soulfly». Произошло это сразу после выступления Макса с группой Deftones в 1997 году, вместе с музыкантами которой он записал песню «Head Up», вошедшую в альбом Deftones «Around The Fur» и посвященную памяти погибшего Даны.
В этой вещи было выражение — «soulfly» (рус. — полет души). Меня тут же осенило, это было подобно удару молнии: вот оно, название группы! «Полет души» — только это словосочетание может точно определить все наше творчество, всю концепцию группы.
Макс Кавалера

Альбом вышел в свет 21 апреля 1998 года на Roadrunner Records и достиг 79 позиции в чарте Billboard 200.
После записи альбома Джексон Бандейра вернулся в Бразилию (помимо Soulfly он играл в группе Nacao Zumbi), а его место занял Логан Майдер (англ. Logan Mader) из Machine Head.
В том же году Soulfly отыграли на фестивале Ozzfest на главной сцене вместе с группами Ozzy Osbourne, Megadeth, Tool, Limp Bizkit, Sevendust и Coal Chamber.
После окончания турне Логан Майдер был заменен на Мики Долинга (англ. Mikey Doling), гитариста группы Snot.
После майских концертов в 1999 году в Санкт-Петербурге и Москве, Макс Кавалера вместе с женой Глорией и детьми отправился в Сибирь, в город Омск к сестре своей матери.

### Primitive(2000—2001)
Второй альбом группы, «Primitive», c самым большим влияниям нью-метала появился в 2000 году, он оказался самым успешным альбомом группы и достиг 32 номера в Billboard в [США] и 11 места в чартах Англии. Во время записи Джои Нуньез (англ. Joe Nunez), барабанщик из Чикаго, заменил Роя Майорга на ударных. Как и предыдущий альбом, «Primitive» помогали записывать гости из различных групп — Кори Тейлор (Slipknot, Stone Sour), Шон Леннон, Чино Морено (Deftones), Том Арайя (Slayer), Грейд Ивнейл (Will Haven) и другие музыканты. Продюсировал альбом Тоби Райт. В разработке арт-дизайна альбома принял участие Невилл Гаррик, долгое время работавший с Бобом Марли.

### 3(2002)
Третий альбом Макс Кавалера продюсировал сам, он вышел 25 июня 2002 года и достиг 46 позиции в чарте Billboard 200.
При записи пластинки не обошлось без изменений в составе группы, Рой Майорга вернулся на ударные. Также в записи участвовали Кристиан Мачадо (Christian Machado) из Ill Niño, Денни Марианино (Danny Marianino) из North Side Kings, Уилли Армет (Wiley Arnett) и Грег Холл (Greg Hall) из Sacred Reich, и племянник Макса Ричи Кавалера (Richie Cavalera).
Альбому было дано странное название 3:

Определённо вокруг числа 3 есть какая-то магическая аура. Вероятно, это одна из причин, почему я сразу же остановился на названии «3». Плюс ко всему, я всегда был фанатом третьих альбомов, будь то Metallica — «Master of Puppets» или Black Sabbath — «Master of Reality», эти работы были действительно мощными. Я надеюсь, Soulfly сможет сделать то же самое. Для меня наиболее важной вещью является быть честным, быть настоящим. Независимо от того, затрагиваю ли я хрупкий звук «Soulfly 3» или брутальное звучание «Call To Arms», главное состоит в том, что я являюсь очень правдивым до конца каждой песни. Это то, во что я верю. Я продолжаю жить, когда пишу искренне, пишу то, что я наиболее сильно чувствую. Нравится это или нет, согласитесь или нет, но это то, как я чувствую, и это то, как должно быть. Каждый альбом должен различаться. Думаю, это то, что делает Soulfly интересными, мы не пытаемся повторять те же вещи всё время.
Макс Кавалера

Тур в поддержку альбома продолжался больше года, группа объехала Северную Америку и Европу, играя на одной сцене с In Flames, Slayer и Will Haven.
В сентябре 2003 года, после окончания тура, Долинг, Диас и Майорга покинули Soulfly, оставив Кавалеру единственным её участником.

### Prophecy(2004)
В октябре 2003 Кавалера собрал новый состав Soulfly. Джои Нуньез вернулся на ударные, новым гитаристом стал Марк Риццо, бывший участник Ill Nino. В записи участвовало одновременно два басиста — Дэвид Эллефсон, экс участник Megadeth, и Бобби Бёрнс из Primer 55. Таким образом Макс попытался совместить старую и новую школы метала на альбоме.
Макс Кавалера объяснил на веб-сайте группы, что хочет играть с разными музыкантами на каждом альбоме:
Так я собираюсь делать и дальше. Я никогда не хотел чтобы Soulfly была такой группой как Metallica, состоящая из тех самых четырёх парней. С каждым новым альбомом Soulfly мы меняли состав и скорее всего будем и дальше так продолжать
Часть альбома была записана в Сербии, с местными музыкантами из Eyesburn (трек «Moses»). Денни Марианино и Аша Рабуин (Asha Rabouin) также участвовали в записи, как приглашенные вокалисты. Продюсировал альбом сам Кавалера.
Prophecy был издан 30 марта 2004 года и в апреле того же года достиг 82 позиции в чарте Billboard 200 и вершины топ 50 Австралийских чартов. Очередной мировой концертный тур проходил при участии групп Black Sabbath, Ill Nino и Morbid Angel.
В феврале 2005 года, Soulfly издали свой первый DVD, названный The Song Remains Insane. Это был биографический взгляд на группу, который содержал концертные выступления коллектива по всему миру, интервью и все видеоклипы группы на то время. В августе 2005 года Roadrunner Records переиздали первый одноименный альбом группы в честь празднования 25-летия лейбла.

### Dark Ages(2004—2007)
В декабре 2004 года началась запись пятого альбома Soulfly — Dark Ages.
Тогда же произошли трагические события с близкими Кавалеры: 8 декабря во время концерта в Коламбусе, штат Огайо, был застрелен близкий друг Макса, гитарист группы Pantera Даррел Эббот (Darrell «Dimebag» Abbott). 10 декабря скончался 8-месячный внук Макса и Глории Мозес.
В процессе записи Dark Ages Кавалера посетил Сербию, Турцию, Россию, Францию и США, где записывал различные треки вместе с местными музыкантами.
Основной состав Soulfly периода Dark Ages: Кавалера, Риццо, Нуньез, Бернс. Также участвовали Дэвид Эллефсон, вокалист группы Eyesburn Койот (Coyote), Билли Милано (Stormtroopers Of Death), Павел «Паштет» Филиппенко (FAQ), Ричи Кавалера (Incite). 4 октября 2005 года состоялся релиз альбома. Многие критики назвали Dark Ages возвращением Макса Кавалеры к thrash metal корням ранних дней Sepultura. Последовавший концертный тур прошел при поддержке таких групп, как Deftones, Korn, Throwdown, Skindred. Soulfly посетили Северную и Южную Америку, Европу, Россию и Австралию.
17 августа 2006 года Soulfly отыграли на 10th Annual D-Low Memorial show. Впервые со времен ухода Макса из Sepultura, на одной сцене с ним выступил его брат — Игорь Кавалера. Братья исполнили один из главных хитов Sepultura — «Roots Bloody Roots», а также «Attitude».
После окончания концертов в поддержку Dark Ages, члены группы сосредоточились на сторонних проектах.
Кавалера, вместе с Мэтом Таком (Matt Tuck), вокалистом Bullet For My Valentine, участвовал в записи сингла группы Apocalyptica «Repressed», в январе 2007 года посетил Россию, где отметился на альбоме московской группы FAQ, отыграл в Сербии совместно с System Of A Down. Марк Риццо со своим проектом в стиле фламенко-метал (flamenco-meets-shred metal) путешествовал по Северной Америке. Бобби Бернс приобрел студию в Орландо и также работал над сольными проектами (Love Said No, King Street).

### Conquer(2008)
29 июля 2008 вышел шестой альбом Soulfly, который был назван Conquer.

### Omen(2009—2011)
6 ноября 2009 года SOULFLY вошли в студию Edge Of The Earth в Голливуде, штат Калифорния, чтобы приступить к записи седьмого альбома, который получил название Omen. Альбом вышел 25 мая 2010 года на Roadrunner records. На альбоме присутствуют два гостевых вокалиста. В песне «Rise of the Fallen» участвует Грег Пусиато — вокалист The Dillinger Escape Plan, а в песне «Lethal Injection» партии вокала исполнил Томми Виктор из Prong. Группа записывалась с продюсером Логаном Мейдером (также известен по работам с Cavalera Conspiracy, Gojira, Devildriver). Для специальной версии альбома было записано несколько бонусных песен. Soulfly перезаписали песню Sepultura «Refuse/Resist» совместно с Зайоном Кавалерой, также был записан кавер на песню группы Excel «Your Life, My Life».
В июле 2010 из группы ушёл басист Бобби Бёрнс. На его место пришёл Джонни Чоу известный по работе с Cavalera Conspiracy и Fireball Ministry. Во второй половине 2010 года Soulfly отправляются в турне по Европе и Северной Америке.
Летом 2011 года к группе присоединяется в качестве постоянного участника бывший басист Static-X Тони Кампос. Он заменяет на этом посту Джонни Чоу. В августе 2011 года в группу приходит Дэвид Кинкейд из Borknagar, который заменяет Джо Нуньеза.

### Enslaved(2012)
13 марта 2012 вышел 8 студийный альбом Soulfly, названный Enslaved.
В октябре 2012 года стало известно, что Дэвид Кинкейд уходит из группы после завершения турне. Во время североамериканского турне в начале 2013 года на ударных будет играть сын Макса Зайон Кавалера (Zyon Cavalera).
В мае 2013 года группа объявила о переходе на лейбл Nuclear Blast, на котором группа и планирует записать свой девятый альбом.

### Savages(2013-2014)
Альбом под названием "Savages" вышел в начале октября 2013 года на Nuclear Blast Entertainment. CD продюсирует Терри Дэйт (Terry Date), который известен по работе с Pantera, Deftones, Soundgarden и многими другими. Барабаны на новом альбоме записал сын Макса Кавалеры - Зайон, который присоединился к группе в качестве гастрольного музыканта во время североамериканского турне.
Весной 2014 года Soulfly, совместно с Korn, представили российской публике свой новый альбом. В рамках тура музыканты выступили в Санкт-Петербурге, Москве, Минске, Красноярске, Новосибирске, Екатеринбурге, Уфе, Нижнем Новгороде, Воронеже, Ростове-на-Дону и Краснодаре.

### Ritual (2018)
Soulfly выпустили свой одиннадцатый студийный альбом Ritual 19 октября 2018 года

### Уход Марка Риззо и Totem (2022)
В августе 2021 года было объявлено, в интервью казахстанскому подкасту "Арматура" в июне 2020 года Кавалера подтвердил, что он "писал несколько риффов" для двенадцатого альбома Soulfly. Он сказал: "Прямо сейчас я очень вдохновлен риффами и музыкой. Я слушаю много тяжелого материала. Итак, я сочиняю новую музыку Soulfly, надеюсь, на следующий год. Так что я думаю, что в следующем году у нас будет новый альбом Soulfly". В интервью финскому телеканалу Kaaos TV в мае 2021 года Кавалера еще раз рассказал о прогрессе в работе над альбомом и подтвердил, что он, скорее всего, выйдет не раньше 2022 года: "Мы просто работаем над этим. Мы все еще только разрабатываем его. Он находится на ранней стадии записи. Мы кое-что записали, и нам нужно записать еще немного. Но мы просто действительно не торопимся".
Во время тура 2022 года Кавалера объявил, что новый альбом выйдет примерно в июле 2022 года. В августе 2021 года было объявлено, что ведущий гитарист Марк Риццо покинул группу и что его заменой в североамериканском турне 2021 года станет Дино Казарес из Fear Factory. 5 мая 2022 года группа выпустила сингл "Superstition" и объявила, что новый альбом будет называться Totem, который был выпущен 5 августа.
5 января 2023 года группа объявила Майка Делеона из Philip H. Anselmo & The Illegals новым гастролирующим гитаристом группы. Позже выяснилось, что другие гитаристы также планируют выступить на многих концертах в 2023 году.

## Музыкальный стиль
Первые два альбома Soulfly выдержаны в стиле популярного в конце 1990-х годов ню-метала С начала 2000-х годов группа стала планомерно утяжелять звук, привнося в своё звучание грув-метал. На пятом и шестом альбомах (Dark Ages и Conquer) звучание группы отклонилось на стык грува и треш-метала. В последующих альбомах к этому сочетанию добавились элементы дэт-метала, музыка стала более агрессивной, а звук — более плотным.
Основными темами лирики являются вопросы религии и духовности человека, война, насилие, агрессия, рабство, ненависть и гнев.
Также в творчестве Soulfly прослеживаются веяния южноамериканской племенной музыки.

## Состав
| - Макс Кавалера (Max Cavalera) — вокал, ритм-гитара (1997—наши дни) - Зайон Кавалера (Zyon Cavalera) — ударные (2012—наши дни) - Майк Леон (Mike Leon) — бас-гитара (2015—наши дни) | - Марсело (Селло) Диас (Marcelo Dias) — бас-гитара (1997—2003, 2021) - Рой Майорга (Roy Mayorga) — ударные (1997—1999, 2002—2003) - Джексон Бандейра (Jackson Bandeira) — гитара (1997—1998) - Логан Мейдер (Logan Mader) — гитара (1998—1999) - Майк Долинг (Mike Doling) — гитара (1999—2003) - Джо Нунез (Joe Nuñez) — ударные (2000—2001, 2003—2011) - Бобби Бёрнс (Bobby Burns) — бас-гитара (2003—2010) - Дэвид Кинкейд (David Kinkade) — ударные (2011—2012) - Тони Кампос (Tony Campos) — бас-гитара (2011—2015) - Марк Риццо (Marc Rizzo) — соло-гитара (2003—2021) - Дино Касарес (Dino Cazares) — гитара (1997) - Дэвид Эллефсон (David Ellefson) — бас-гитара (2006) - Дэн Лилкер (Dan Lilker) — бас-гитара (2006) - Джонни Чоу (Johny Chow) — бас-гитара (2010—2011) - Канки Лора (Kanky Lora) — ударные (2013) |

## Дискография
- Soulfly (1998)
- Primitive (2000)
- 3 (2002)
- Prophecy (2004)
- Dark Ages (2005)
- Conquer (2008)
- Omen (2010)
- Enslaved (2012)
- Savages (2013)
- Archangel (2015)
- Ritual (2018)
- Totem (2022)